# Åderspröding
Åderspröding (Psathyrella chondroderma) är en svampart som först beskrevs av Berk. & Broome, och fick sitt nu gällande namn av A.H. Sm. 1941. Psathyrella chondroderma ingår i släktet Psathyrella och familjen Psathyrellaceae.   Inga underarter finns listade i Catalogue of Life.
I den svenska databasen Dyntaxa används istället namnet Psathyrella pertinax för samma taxon.  Arten är reproducerande i Sverige.